# Koksu
El Koksu (en kazakh: Көксу; су vol dir "riu", per tant es podria traduir com riu Kok) és un riu del Kazakhstan. Flueix dins de la província d'Almati, a la regió històrica de Jetissú. Neix a l'oest de la serralada de Jungària.
És el riu més gran del Districte de Köksu, que pren el nom d'aquest riu.
Al llarg del riu hi ha diverses centrals d'energia hidroelèctrica i està previst que se'n construeixin més en el futur.